# 社会主义研究会
社会主义研究会始建于1919年，是俄国十月革命以后中国第一个研究马克思主义的社会团体。由当时北京大学图书馆编目室张西曼、图书馆主任李大钊、北京大学文科学长兼中国文学系主任教授陈独秀等创办，先后参加的积极分子有：毛泽东、周恩来、陈顾远、范体仁、易克嶷、郭梦良、徐六几、易君左、孟寿椿、张国焘、邓仲夏、瞿秋白（北京外交部俄专学生）、朱谦之、费觉天等百数十人，全国很多城市也有他们的分会。
1920年，社会主义研究会进一步分别成立了马克思主义研究会和俄罗斯研究会。 